# Jean Mbouende
Jean Mbouende est un agriculteur, homme d'affaires, homme politique camerounais, premier maire de la ville de Bafang.

## Biographie

### Enfance, éducation et débuts
Jean Mbouende est originaire du Haut Nkam en pays Bamiléké. Il épouse en premières noces Marie Eboutou originaire du sud Cameroun,.

### Carrière
Jean Mbouende est agriculteur à Bafang,. Il est le premier maire élu de la commune de plein exercice de Bafang. 
Il est nationaliste au sein de l'upc de l'uc de l'UNC, syndicaliste et membre fondateur du spp( syndicat des oetits planteurs),,,,,,.
Il est auteur d'ouvrages tel Pour la patrie, contre l'arbitraire,.